# مارلين كوايلي
مارلين كوايلي (بالإنجليزية: Marilyn Quayle) (و. 1949  م) هي محامية، وكاتِبة، وروائية أمريكية، ولدت في إنديانابوليس، هي عضوةٌ في الحزب الجمهوري.

## مناصب
تولت منصب السيدة الثانية للولايات المتحدة (20 يناير 1989–20 يناير 1993)
.

## التعليم
تعلمت في جامعة نورث وسترن (إلينوي)، وتعلمت في Indiana University Robert H. McKinney School of Law ‏، وتعلمت في جامعة بيردو
.

## وصلات خارجية
- مارلين كوايلي على موقع IMDb (الإنجليزية)
- مارلين كوايلي على موقع إن إن دي بي (الإنجليزية)

- مارلين كوايلي في قاعدة بيانات الأفلام على الإنترنت